# کلارا سیتی (مینه‌سوتا)
کلارا سیتی، مینه‌سوتا (به انگلیسی: Clara City, Minnesota) یک شهر در ایالات متحده آمریکا است که در مینه‌سوتا واقع شده‌است.

## خصوصیات
کلارا سیتی ۴٫۵۱ کیلومترمربع مساحت و ۱٬۳۶۰ نفر جمعیت دارد و ۳۲۲ متر بالاتر از سطح دریا واقع شده‌است.